# Fissidens aphelotaxifolius
Fissidens aphelotaxifolius là một loài Rêu trong họ Fissidentaceae. Loài này được Pursell mô tả khoa học đầu tiên năm 1976.